# Asztalterítő

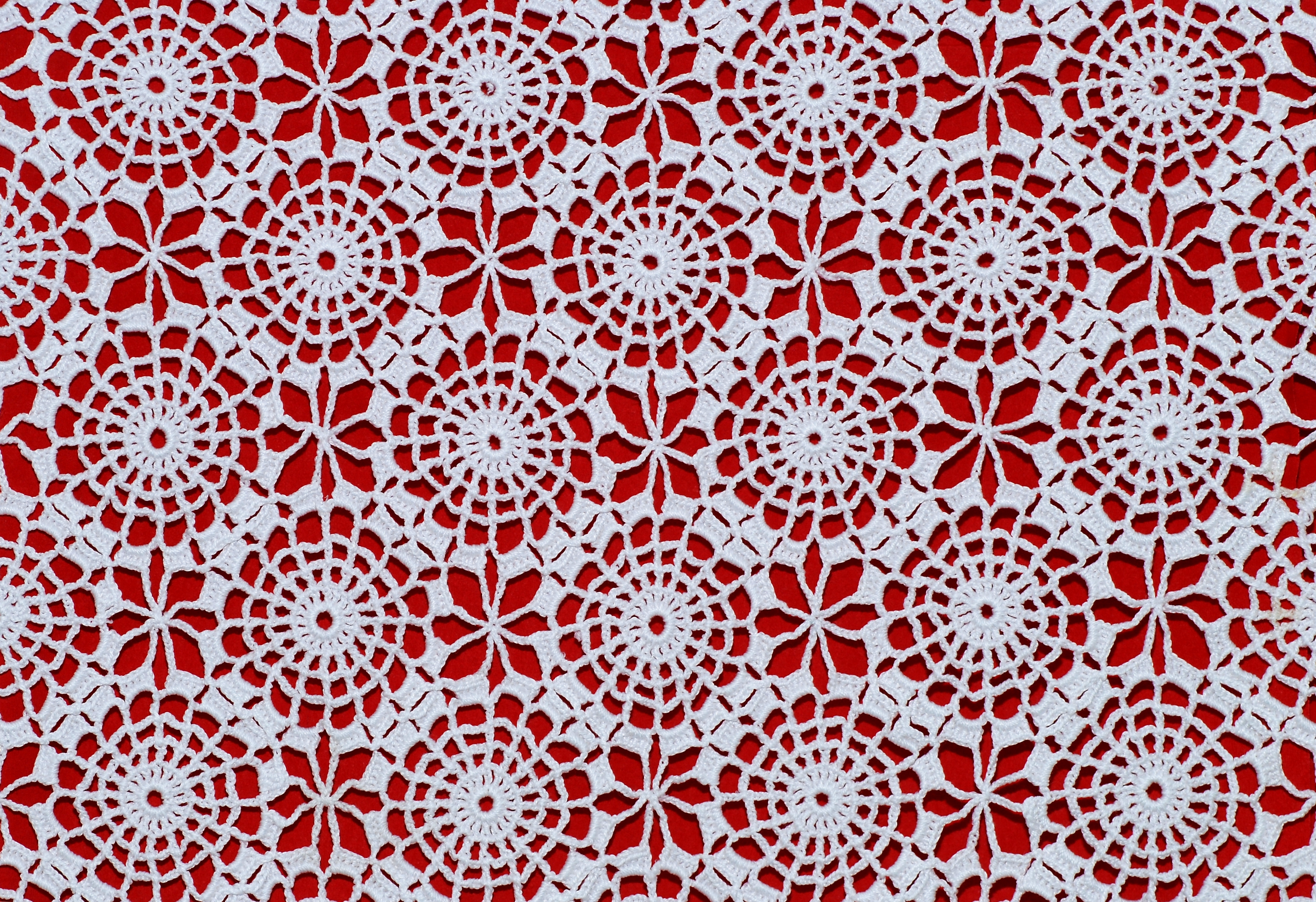
Horgolt asztalterítő részlete

Az asztalterítő (vagy abrosz, asztalfedél, asztalruha) lakástextília, az asztal leterítésére szolgáló lepel. Általában pamutból vagy szintetikus anyagokból készül, de vannak selyemből, lenből készült és horgolt asztalterítők is. Tervezésüknél elsősorban a könnyű tisztíthatóságot tartják figyelem előtt. Noha az asztalterítők gyakorlati haszna az asztal megvédése a foltoktól és karcolásoktól, használják csak dekoratív célokra is. 
A magyarlakta területek nagy részén a közelmúltig kizárólag ünnepjelző szerepe volt, még a 20. század elején is akadtak községek, ahol csakis karácsonykor volt szokás az asztalt befedni, hétköznap az asztal terítetlenül állt, és fedetlen asztalról is ettek.
A köznapi étkezőabrosz (viselőabrosz) használata, illetve az asztal rendszeres letakarása a 20. század elejére is csak kevéssé vált általánossá, esetleg csupán a parádés szobában. Ahol használata meggyökeresedett, a köznapi abroszt egyéb, helyileg változó célra alkalmazták, így kenyérruhának nagyméretű kenyérhez, a piacra szállított kosár letakarására, vagy arra, hogy a kosarat ebbe kötözve vigyék a hátukon. Másrészt ruházati darabként is szolgált, köténynek, vállkendőnek, illetve leggyakrabban esőköpenyként a fejre és az öltözetre borítva. Temetéskor szemfedőnek is, Szatmárban például ágyterítőként is használták.  

## Lásd még
- Asztalterítés
- Szalvéta

http://abrosz.lap.hu